# The Idol
The Idol é uma série de televisão dramática estadunidense criada por Abel "The Weeknd" Tesfaye, Reza Fahim e Sam Levinson, sua narrativa foca em uma aspirante a estrela pop (Lily-Rose Depp) e seu relacionamento complexo com um guru de autoajuda e líder de culto Tedros (Tesfaye). Em papéis coadjuvantes estão Suzanna Son, Troye Sivan, Moses Sumney, Jane Adams, Dan Levy, Jennie Ruby Jane, Eli Roth, Rachel Sennott, Hari Nef, Da'Vine Joy Randolph, Mike Dean, Ramsey, e Hank Azaria. The Idol também marcou a última participação de Anne Heche na televisão, falecida em 11 de agosto de 2022.
Os dois primeiros episódios da série estrearam em 22 de maio de 2023 no 76º Festival de Cannes, onde fora duramente criticada por seus conteúdos e temas sexualmente explícitos. Sua estreia aconteceu na HBO em 4 de junho de 2023, sendo que a primeira temporada inteira acabou sendo muito mal recebida pelo público e pela crítica em geral. Após a recepção ruim, a série foi cancelada após uma única temporada, em agosto de 2023.

## Sinopse
A narrativa é centrada em Jocelyn (Lily-Rose Depp), uma aspirante a estrela pop que, após um colapso nervoso que fez com que sua última turnê fosse cancelada, resolve reclamar seu título de pop star mais sexy dos Estados Unidos e inicia um relacionamento complicado com um guru de autoajuda e chefe de uma seita contemporânea (The Weeknd).

## Elenco e personagens

### Principal
- Lily-Rose Depp como Jocelyn, uma promissora estrela da música e interesse amoroso de Tedros.
  - Finley Rose Slater como Jocelyn mais jovem.
- Abel Tesfaye como Tedros, um guru de autoajuda, líder de um culto moderno e interesse amoroso de Jocelyn.

### Coadjuvante
- Suzanna Son como Chloe
- Troye Sivan como Caleb
- Moses Sumney como Izaak
- Jane Adams como a diretora do vídeo de Jocelyn
- Dan Levy
- Jennie Ruby Jane como Dyanne
- Eli Roth como tio de Jocelyn
- Rachel Sennott
- Hari Nef como uma modelo
- Da'Vine Joy Randolph como uma lendária cantora de soul
- Mike Dean como um produtor musical
- Ramsey como uma DJ
- Hank Azaria como pai de Jocelyn
- Melanie Liburd como Jenna
- Tunde Adebimpe
- Elizabeth Berkley
- Nico Hiraga
- Anne Heche, em seu último papel na televisão
- Maya Eshet
- Tyson Ritter
- Kate Lyn Sheil como Amy
- Liz Caribel Sierra
- Karl Glusman como um bartender
- Sophie Mudd
- Charly Summer
- Mitch Modes como um baterista

## Produção

### Desenvolvimento
Em 29 de junho de 2021, Abel "The Weeknd" Tesfaye anunciou que criaria, produziria e coescreveria uma série dramática a HBO ao lado de Reza Fahim e Sam Levinson. No mesmo dia, Ashley Levinson e Joseph Epstein foram anunciados como produtores executivos da série, com Epstein também atuando como escritor e showrunner da série. Mary Laws também foi anunciada como escritora e atuará como coprodutora executiva, ao lado do coempresário de Tesfaye, Wassim Slaiby, e seu diretor criativo, La Mar Taylor. Amy Seimetz foi contratado como diretor e produtor executivo.
Em 22 de novembro, a HBO deu à produção um pedido de série para uma primeira temporada composta por seis episódios. Em 14 de janeiro de 2022, Deadline Hollywood relatou que Nick Hall havia se juntado à produção como produtor executivo, após sua mudança a A24 para supervisionar a criação da lista de televisão da empresa.

### Elenco
No anúncio inicial, Tesfaye revelou que estrelaria a série. Em 29 de setembro de 2021, foi relatado que Lily-Rose Depp assinou contrato para interpretar a protagonista ao lado de Tesfaye. Em 22 de novembro, Suzanna Son, Steve Zissis e Troye Sivan juntaram-se ao elenco principal, enquanto Melanie Liburd, Tunde Adebimpe, Elizabeth Berkley, Nico Hiraga e Anne Heche foram anunciados como personagens recorrentes. Em 2 de dezembro, Juliebeth Gonzalez se juntou ao elenco da série, enquanto Maya Eshet, Tyson Ritter, Kate Lyn Sheil, Liz Caribel Sierra e Finley Rose Slater foram escalados para papéis recorrentes.
Em 25 de abril de 2022, a Variety informou que a série passaria por uma grande reformulação, com mudanças "drásticas" no elenco e nas direções criativas. No dia 27 de Abril, o Deadline Hollywood relatou que Son, Zissis e Gonzalez não deveriam retornar. Em julho, as atrizes Rachel Sennott, Hari Nef, e a integrante do grupo feminino sul-coreano Blackpink, Jennie Kim, se juntaram ao elenco, sendo a última sua estreia como atriz. Moses Sumney, Jane Adams, Dan Levy, Eli Roth, Da'Vine Joy Randolph, Mike Dean, Ramsey e Hank Azaria foram confirmados como membros do elenco em 21 de agosto no segundo teaser. Em 1º de março de 2023, a Rolling Stone relatou que Son e Sivan permaneceram no elenco apesar da reformulação.

### Filmagem
As filmagens começaram em novembro de 2021 na região de Los Angeles, Califórnia. A produção foi temporariamente interrompida em abril de 2022 devido a Tesfaye coliderar o Coachella Valley Music and Arts Festival com Swedish House Mafia em cima da hora. No dia 25 de abril, a Variety informou que Seimetz havia deixado o projeto em meio a sua revisão criativa, com cerca de 80% da série já filmada. A HBO divulgou um comunicado após a saída de Seimetz, dizendo: "A equipe criativa do Idol continua a construir, refinar e evoluir sua visão a série e eles se alinharam em uma nova direção criativa. A produção ajustará seu elenco e equipe de acordo com o melhor servir esta nova abordagem para a série. Estamos ansiosos para compartilhar mais informações em breve."
Levinson supostamente assumiu as funções de direção de Seimetz. De acordo com IndieWire e outras fontes, Tesfaye queria suavizar o aspecto "culto" da história, e ficou preocupado com o fato de o programa estar "inclinando-se demais para uma perspectiva feminina". Levinson embarcou em uma refilmagem e reescrita da série, descartando a abordagem de Seimetz a história - uma estrela problemática que se torna vítima de uma figura predatória da indústria e luta para recuperar sua própria agência - para, em vez disso, retratar uma história de amor, com maior ênfase no conteúdo sexual e nudez.
A produção foi retomada no final de maio de 2022 e interrompida novamente no início de julho, assim que Tesfaye começou a embarcar em seu After Hours til Dawn Tour. Cenas de The Idol foram filmadas em setembro no SoFi Stadium em Inglewood, California durante a turnê de Tesfaye. O público foi notificado sobre as filmagens antes do show começar.

## Trilha Sonora
A trilha sonora da série, intitulada de The Idol Vol. 1, incluiu canções criadas pelo próprio The Weeknd e pelo membro do elenco de apoio, Mike Dean, entre outros. "Double Fantasy", com participação de Future, foi lançada como o primeiro single da trilha sonora em 21 de abril de 2023.

## Lançamento e recepção
The Idol é relatado para estrear fora da competição no 76º Festival de Cannes em Maio de 2023. A série foi lançada em 4 de junho de 2023 na HBO nos Estados Unidos.
A primeira temporada recebeu resenhas majoritariamente negativas da crítica especializada, com muitos a definindo como "chata". Os críticos que assistiram à estreia da série no Festival de Cinema de Cannes desaprovaram seu roteiro, direção e conteúdo sexual.